# Фахр-и Мудаббир
Фахр-и Мудаббир (иногда, ошибочно — Мубарак-шах Марварруди) — персидский историк XII—XIII веков, проживавший в Лахоре.

## Имя
В исторической литературе прежних лет его имя часто приводится как Фахр ад-Дин Мубарак-шах Марварруди. Английский востоковед Э. Д. Росс, опубликовавший в 1927 году часть рукописи «Тарих-и Фахр уд-дин Мубарак-шах», по ошибке приписал её авторство Фахр уд-дин Мубарак-шах Марваруди (Faḵr-al-Dīn Abū Saʿīd Mobārakšāh b. Ḥosayn Marverūdī), придворному поэту Гуридов, умершему в 1205 году. Как позже установил индийский ученый Ага Абдус-Саттар Хан (Abdus-sattar Khan), на самом деле, рукопись принадлежала перу историка Фахр-и Мудаббиру, по прозвищу Мубаракшах.
Полное имя: Мохаммад ибн Мансур ибн Са‘ид ибн Абу-л-Фарах ибн Халаф ибн Ахмад ибн Ша’иб ибн Тальха ибн ’Абдаллах ибн ‛Абд ар-Рахман Абу Бакр ас-Сидик ат-Тийими ал-Курайши, прозванный Мобарак-шах и известный под литературным псевдонимом Фахр-и Мудаббир.